# Straight Up (film)
Pour les articles homonymes, voir Straight Up.
Pour plus de détails, voir Fiche technique et Distribution.
Straight Up est un film américain réalisé par James Sweeney, sorti en 2019.

## Synopsis
Todd, un jeune homme atteint de trouble obsessionnel compulsif, se questionne sur sa sexualité. Se pensant homosexuel, il n'a toutefois jamais eu de rapport sexuel en raison de son aversion pour les liquides biologiques. Il se demande s'il pourrait être bisexuel.
À la bibliothèque, il rencontre Rory, qui vient de perdre son emploi de serveuse et tente de percer comme actrice.

## Fiche technique
Sauf indication contraire, les informations mentionnées dans cette section peuvent être confirmées par la base de données cinématographiques IMDb,  présente dans la section « Liens externes ».
- Titre : Straight Up
- Réalisation : James Sweeney
- Scénario : James Sweeney
- Musique : Logan Nelson
- Décors : Tye Whipple
- Costume : Neesa Martin
- Photographie : Greg Cotten
- Montage : Keith Funkhouser
- Production : David Carrico, Ross Putman et James Sweeney
  - Production exécutive : Bobby Hoppey
- Société de production : Valparaiso Pictures et Particular Crowd
- Société de distribution : L'Atelier Distribution (France)
- Pays de production :  États-Unis
- Genre : Comédie romantique
- Durée : 95 minutes
- Dates de sortie : 
  - États-Unis : 24 juin 2019 (Festival du film Frameline), 17 avril 2020
  - France : 26 octobre 2022

## Distribution
Sauf indication contraire, les informations mentionnées dans cette section peuvent être confirmées par la base de données cinématographiques IMDb,  présente dans la section « Liens externes ».
- James Sweeney : Todd
- Katie Findlay : Rory
- Dana Drori : Meg
- James Scully : Ryder
- Joshua Diaz : Zane
- Tracie Thoms : Dr. Larson
- Betsy Brandt : Topanga
- Randall Park : Wallace
- Brendan Scannell : Jerry
- Ken Kirby : Craig
- Grace Song : Hilary
- Hillary Anne Matthews : Nicole
- Logan Huffman : Darien
- Alexis Beckley : Kayla
- Lamar Richardson : Tracy
- Ozioma Akagha : Katrina
- Nikhil Pai : Max
- Laura Ortiz : Madison
- Conor Murphy : Gavin
- David Lewis : Trent
- Cayleb Long : Marcus
- Jesten Mariconda : David

## Accueil

### Accueil critique
En France, le site Allociné donne une moyenne de 3,5⁄5, après avoir recensé 14 titres de presse. Dans le monde anglo-saxon, le film obtient un score moyen de 66⁄100 sur Metacritic pour 12 critiques, ainsi que la note de 93 % pour 29 critiques sur le site Rotten Tomatoes.

### Box-office
Pour son premier jour d'exploitation en France, Straight Up réalise 264 entrées pour 16 copies. Ce chiffre permet au film de se classer septième du box-office des nouveautés, derrière le thriller Bowling Saturne (1 356).
| Pays ou région | Box-office    | Date d'arrêt du box-office | Nombre de semaines |
| -------------- | ------------- | -------------------------- | ------------------ |
| France         | 4 634 entrées | 7 décembre 2022            | 6                  |
| États-Unis     | 16 080 $      | 15 mars 2020               | 3                  |

## Distinctions

### Récompenses
- The Queerties 2021 : Indie Movie

### Nominations
- Film Independent Spirit Awards 2021 : meilleur premier scénario
- Frameline San Francisco International LGBTQ Film Festival 2019 : meilleure premier long-métrage